# Búcaros
Búcaros de Bucaramanga es un club de baloncesto colombiano de la ciudad de Bucaramanga, Santander (Colombia). Es el equipo más tradicional del Baloncesto Profesional Colombiano y primer equipo en recibir reconocimiento deportivo de Coldeportes considerándose como el primer club profesional de baloncesto en Colombia. Su sede para los partidos como local es el Coliseo Vicente Díaz Romero de la ciudad de Bucaramanga con capacidad para 6.000 espectadores. 

## Historia
El club más antiguo de baloncesto nació en 1994 como Corporación Escuela de Baloncesto Iván Olivares. Quedó campeón en su año de debut bajo el nombre de Leopardos de Bucaramanga en 1994. Durante la era Invitacional obtuvo cuatro campeonatos, en el 2006 obtuvo el primer título de la era para retenerlo al año siguiente en el 2007 ante Arrieros de Antioquia venciéndolo 4-0 en la serie. Para cerrar esta etapa del baloncesto colombiano obtuvo los dos últimos títulos de la Era Invitacional en 2011 y 2012 obteniendo así su cuarto y quinto título esté último ante Guerreros de Bogotá en una serie que inició empatada en Bogotá 1-1 y finalizó 4-1 en Bucaramanga.
En el 2013 para la nueva era profesional del Baloncesto Colombiano logra el subcampeonato ante Bambuqueros de Neiva luego de haber eliminado a Once Caldas en semifinales por 3-0 terminó derrotado en la final 4-0 perdiendo dos juegos en Neiva y los dos juegos en casa. El 27 de diciembre de 2013 Búcaros se convirtió en el primer equipo de baloncesto, en alcanzar el reconocimiento deportivo otorgado por Coldeportes. Además, los santandereanos participaron en la Liga Sudamericana de Clubes 2013 gracias al campeonato logrado en el 2012, en esta competencia internacional se despidieron en la primera fase ganando un juego y perdiendo dos. En el segundo semestre del 2014 se traslada a la ciudad de Barrancabermeja por falta de apoyo económico, consecuencia de la retirada de sus patrocinadores y el poco respaldo dado por las autoridades de la capital del departamento de Santander, contrario al apoyo económico que brindó las autoridades del Puerto Petrolero para jugar en esta ciudad donde ya habían jugado unos partidos como local en el primer semestre. El equipo cambia de sede y de nombre ya que pasa a llamarse oficialmente Barrancabermeja Ciudad Futuro o Barrancabermeja C.F.
En el año 2015 regresa a Bucaramanga retomando el nombre de Búcaros. En la segunda temporada venció en la serie final 4-0 a Piratas de Bogotá, para alzarse con el título de la Liga DirecTv 2015 II. Ya para el año 2016, el equipo se presentó a la liga con un presupuesto mucho más bajo que en sus participaciones pasadas, sin embargo llegó a la final de Liga DirecTv 2016, la cual perdió frente a Academia de la Montaña el 12 de julio. Ya para octubre del 2016, Búcaros se presenta por segunda vez a la Liga Sudamericana de Clubes como consecuencia del campeonato logrado en el 2015 y es eliminado en fase de grupos tras no ganar ningún partido. 
Actualmente el equipo no juega para la ciudad de Bucaramanga, pues por falta de apoyo del gobierno departamental el equipo no se logró mantener y se marchó a Valledupar.

## Palmarés
- Baloncesto Profesional Colombiano (6): Campeón 1994, 2006, 2007, 2011, 2012, 2015-II
- Baloncesto Profesional Colombiano (5): Subcampeón 1990, 1997, 2008, 2009, 2013

## Participaciones Internacionales
- Liga Sudamericana de Clubes: 2013, 2016